# Przestrzeń sprzężona w sensie sprzężenia zespolonego
Przestrzeń sprzężona w sensie sprzężenia zespolonego – dla danej zespolonej przestrzeni liniowej {\displaystyle V} przestrzeń liniowa {\displaystyle {\overline {V}},} której elementami są elementy zbioru {\displaystyle V,} działanie dodawania jest takie samo jak w przestrzeni {\displaystyle V,} natomiast mnożenie przez skalary zdefiniowane jest wzorem
{\displaystyle \alpha \odot x={\overline {\alpha }}x,}
dla każdego {\displaystyle x\in V} oraz każdej liczby zespolonej {\displaystyle \alpha .} Działanie po prawej stronie znaku równości oznacza mnożenie przez skalar (liczbę sprzężoną do {\displaystyle \alpha }) w przestrzeni {\displaystyle V.}
Przestrzenie {\displaystyle V} i {\displaystyle {\overline {V}}} mają jednakowe wymiary, a więc są izomorficzne z punktu widzenia algebry liniowej, to znaczy istnieje wzajemnie jednoznaczne odwzorowanie liniowe między tymi przestrzeniami. Przestrzeń {\displaystyle {\overline {\overline {V}}}} można w naturalny sposób utożsamiać z przestrzenią {\displaystyle V} (zob. idempotentność).
Jeśli {\displaystyle V,W} są zespolonymi przestrzeniami liniowymi oraz {\displaystyle A\colon V\to W} jest odwzorowaniem antyliniowym, to jest ono liniowe jako przekształcenie przestrzeni {\displaystyle {\overline {V}}} w przestrzeń {\displaystyle W} (cały czas można mówić o jednym i tym samym odwzorowaniu ponieważ zbiory wektorów przestrzeni {\displaystyle V} i {\displaystyle {\overline {V}}} są równe). W szczególności, identyczność
{\displaystyle {\mbox{id}}\colon H\to {\overline {H}}}
jest izomorfizmem antyliniowym.
Twierdzenie Riesza o reprezentacji ciągłych funkcjonałów liniowych na przestrzeni Hilberta {\displaystyle H} mówi, że dla każdego {\displaystyle x^{*}\in H^{*}} istnieje dokładnie jeden element {\displaystyle a\in H} taki, że
{\displaystyle x^{*}x=(x|a)}
dla każdego {\displaystyle x\in H.} Z tego twierdzenia wynika, że każda przestrzeń Hilberta {\displaystyle H} jest antyliniowo (izometrycznie) izomorficzna ze swoją przestrzenią sprzężoną {\displaystyle H^{*}.} Stąd, niekiedy wygodnie jest dokonywać utożsamienia
{\displaystyle H^{*}={\overline {H}}.}